# 筚管
筚管是泰国筚器乐所使用的四簧管乐器，一般由管身和喇叭口两部分组成，但有的筚管没有喇叭口。

## 种类
- 唢呐筚（ปี่ไฉน）：为木或象牙製，源于印度，与印度唢呐相似。目前，唢呐筚常与爪哇筚在阅兵式音乐中配合使用。
- 爪哇筚（ปี่ชวา）：外形与唢呐筚相似但比之长，为木制或象牙制。源于印度，后传到爪哇，与客鼓（英语：klong khaek）同一时期被引入泰国，是泰拳的伴奏之一，现为主要的传统乐器之一。从素可泰时代起，爪哇筚就已常用。一些记载表明，这种乐器曾用于古代Ayudthaya的军队进行曲（กระบวนพยุหยาตรา）中。在泰拳开场的传统战乐中，爪哇筚与铜钹、高音鼓、低音鼓一同奏响。
- 孟筚：外形与爪哇筚相似但比之长，体积更大。管身为木制，管口为金属制。孟筚一般在孟筚器乐（英语：piphat）中演奏。[1][2][3][4]
- 呐筚：与缅甸的呐管相似。
- 内筚：没有喇叭口，常见於泰国文学中，如诗人和小说家Sunthon Phu的《人鱼传说》（Pra Aphaimani）。长41－42 cm，宽4.5 cm。
- 中筚：没有喇叭口，常用于电影配乐，长37 cm，宽4 cm。
- 外筚：没有喇叭口，体积比中筚和内筚小，古时起就常被演奏。长31 cm，宽3.5 cm。

由泰北蘭納人最初使用的竹制自由簧乐器重筚（ปี่จุม），是与筚管完全不同的一种乐器。